# Räumliches Informations- und Planungssystem
Das Räumliche Informations- und Planungssystem (abgekürzt RIPS) ist die zentrale Komponente für das Geodatenmanagement innerhalb des Umweltinformationssystems Baden-Württemberg (UIS BW). RIPS wird als Dienstleistungsplattform von über 10.000 Anwendern der baden-württembergischen Verwaltung auf staatlicher und kommunaler Ebene genutzt und stellt darüber hinaus im Internet nutzbare Kartendienste für die Öffentlichkeit bereit. Betreiber ist die LUBW Landesanstalt für Umwelt Baden-Württemberg.
RIPS gewährleistet die raumbezogene Datenverarbeitung innerhalb des UIS BW, indem es den Fachanwendungen des UIS BW für Umweltthemen wie Wasser, Boden, Naturschutz etc. dienststellenübergreifend Geoanwendungen, qualitätsgesicherte Daten (Geobasisdaten der Vermessungsverwaltung, Geofachdaten und zugehörige Sachinformationen) sowie standardisierte Geodienste zur Verfügung stellt. Neben einem zentralen Geodatenserver und einem Data-Warehouse im Oracle Locator-Format umfasst RIPS dezentral eingesetzte Geoinformationssysteme (GIS) zur Datenerfassung, Auswertung und kartographischen Präsentation. Dabei werden sowohl marktverfügbare GIS als auch Eigenentwicklungen der LUBW eingesetzt.
Neben der Bereitstellung aktueller Geodaten und angepasster GIS-Funktionen für Fachanwendungen der Umweltverwaltung werden mit RIPS auch Kartendienste und Downloads für die interessierte Öffentlichkeit im Internet angeboten. Diese umfassen Fernerkundungsdaten, Geofachdaten zu Natur- und Landschaft wie Biotope und Schutzgebiete etc. bis hin zu speziellen Themen wie Hochwassergefahrenkarten, Lärmkartierungen oder potenziellen Solarerträgen auf Hausdächern. RIPS setzt sowohl im Intranet der baden-württembergischen Verwaltung als auch im Internet Webdienste ein, die auf Standards des Open Geospatial Consortiums (OGC) basieren. Dies sind neben Web Map Services (WMS) zunehmend auch Web Processing Services (WPS). Die Geodaten und Dienste des RIPS werden über einen ISO-19115-konformen Metadatenkatalog (RIPS-MDK) erschlossen.
RIPS liefert mit der übergreifenden, einheitlichen Bereitstellung von Geodatenbeständen und Diensten einen wesentlichen Beitrag zur Umsetzung der INSPIRE-Richtlinie (Infrastructure for Spatial Information in the European Community). Im Rahmen der Arbeiten zu den Geodateninfrastrukturen Deutschland (GDI-DE) und Baden-Württemberg (GDI-BW) stellt RIPS wichtige Fachdatenbestände zur Umwelt für den Aufbau einer nationalen Geodatenbasis (NGDB) zur Verfügung.